# Soudeilles
Soudeilles település Franciaországban, Corrèze megyében. Lakosainak száma 297 fő (2022. január 1.). Soudeilles Darnets, Davignac, Égletons, Maussac és Péret-Bel-Air községekkel határos.

## Népesség
A település népessége az elmúlt években az alábbi módon változott:
| Lakosok száma | 331  | 299  | 289  | 284  | 311  | 312  | 301  | 294  | 293  | 297  |
|               | 1968 | 1982 | 1990 | 2006 | 2013 | 2015 | 2017 | 2019 | 2020 | 2022 |